# Богд-Хан-Уул
Богд-Хан-Уул (монг. Богд хан уул; устар. Богдо-Хан-Ула, Богдо-Ула, Чойбалсан-Ула) — гора в Монголии, находится на юге территории, административно относящейся к Улан-Батору, с юга примыкает к собственно городу. Высота горы — 2256,3 м.

## История
Согласно монгольским преданиям, зиму 1225—1226 годов Чингисхан провёл около Богд-Хан-Уул, набираясь сил перед походом на тангутов. Предполагается, что именно в это время он запретил на горе всякую вырубку леса и охоту, то есть, фактически, сделал её подобием заповедника; здесь же спрятал своё оружие, доспехи и одежду.

## Мировое наследие
Гора Богд-Хан-Уул, наряду с двумя другими священными горами — Бурхан-Халдун и Отгон-Тэнгэр — стала кандидатом в список всемирного наследия ЮНЕСКО 6 августа 1996 года по смешанной категории. Горной породой, слагающей северные отроги гор, являются тёмно-серый известковистый песчаник и аналогичного цвета кварцево-глинистые сланцы. Выше в горах залегает белый или желтоватый мелкозернистый биотитовый гранит, слагающий весь хребет.